# Hibiscus acetosella
Espèce
Espèce
Classification phylogénétique
L'Hibiscus à feuilles rouges (Hibiscus acetosella) est une plante à fleur de la famille des Malvaceae, comme la Guimauve officinale ou l'Hibiscus Rose de Chine. 
Son épithète spécifique acetosella, d'origine latine, est dérivé d'Oxalis, du grec oxys, « aigu, acide », un ancien nom de l'oseille, qui vient du goût acide de ses jeunes feuilles. C'est une des 200 à 300 espèces du genre Hibiscus poussant dans les régions tropicales et subtropicales. On trouve généralement cette plante ornementale dans les champs abandonnés, les zones ouvertes, les marais et les clairières des forêts.
Cette espèce vivace fait partie du groupe des hardy hibiscus qui, contrairement aux autres espèces tropicales, sont plus vigoureux, plus durables, peuvent supporter des conditions plus froides, et portent de plus grandes fleurs. Sous les climats plus froids, Hibiscus acetosella adopte facilement un comportement de plante annuelle, mais est souvent considéré comme une plante vivace de la zone de 8-11. En une saison, la plante peut pousser de 90 à 170 cm de hauteur et 75 cm de large, et prendre la forme d'un sous-arbrisseau ou d'un arbuste.
À l'île de la Réunion, l'espèce est aussi appelée hibiscus pourpre ou fausse oseille. En anglais, elle est connue sous les noms de cranberry hibiscus, African rosemallow ou encore false roselle, maroon mallow, red leaved hibiscus et red shield hibiscus.

## Description
Le feuillage d'Hibiscus acetosella rappelle celui de l'Érable du Japon. Ses feuilles à nervation palmée présentent une forme variable palmatifide ou palmatilobée avec 3 à 5 lobes, à uni-lobé ou entière (feuilles de la partie supérieure des tiges) pour une taille d'environ 10 × 10 cm,. Dans l'ensemble, elles sont plutôt alternes, simples, et profondément découpées avec une marge crénelée ou des bords irréguliers. Leur couleur va du marron foncé au rouge vert. Les stipules linéaires mesurent environ 1,5 cm de long. Les tiges et les pétioles (de 3-11 cm de longueur) sont lisses ou généralement glabres. Hibiscus acetosella appartient à la section Furcaria du genre Hibiscus, qui regroupe d'environ 100 espèces à calice non charnu. Les sépales portent 10 nervures dont 5 se prolongent jusqu'à l'apex et 5 autres dévient vers un appendice latéral (sinus). Les tiges sont plutôt panachées.
Les fleurs solitaires longues d'environ 5 cm naissent au bout d'un pédoncule long de 1 cm. Elles sont de couleur variable, allant du jaune (plus rare), au marron foncé, alors associé à un feuillage marqué de nervures plus sombres (plus commun). Chaque fleur contient de nombreuses étamines longues d'environ 2 cm. Les fleurs sont bisexuées et généralement auto-pollinisées. Il produit des graines qui sont réniformes et brun foncé, avec des dimensions de 3 × 2,5 mm.

## Origine
Hibiscus acetosella est allotétraploïde [2n = 4x = 72] avec un génome de type 'AA BB'. De ce fait, on pense qu'Hibiscus acetosella est issu d'une hybridation entre Hibiscus asper Crochet.f. et Hibiscus surattensis L. à la suite de leur culture. Cette espèce est probablement apparue autour de villages Africains dans une région au sud de la République démocratique du Congo de l'Angola et de la Zambie. Il a été identifié comme espèce à part entière et décrit sous son nom actuel, en 1896, par des botanistes français. Sa culture a été introduite au Brésil et en Asie du Sud-Est où il fut probablement utilisé comme nourriture pour les esclaves. On considère qu'il est maintenant plus populaire au Brésil, où il est maintenant communément cultivé et consommé comme légume-feuille, que dans sa région d'origine en Afrique.

## Écologie
Bien qu'il supporte assez bien la sécheresse, Hibiscus acetosella est cultivé dans les zones de moyenne altitude à fortes précipitations. Il nécessite un sol humide avec un bon drainage et un éclairage allant de la mi-ombre en plein soleil. La plante se comporte bien sur des sols légèrement acides (pH entre 6,1 et 6,5).
Sa floraison est relativement tardive dans la saison, lorsque les jours raccourcissent : de la fin de l'automne au début de l'hiver, les fleurs s'ouvrent pendant quelques heures autour de midi. Bien que la plante elle-même reste en fleur quelques semaines, une fleur ne reste éclose qu'un jour seulement. Dans le Midwest aux États-Unis, cette plante succombe au froid généralement avant que les fleurs n'apparaissent.

## Culture
Les graines de l'Hibiscus à feuilles rouges germent facilement après 3 à 4 jours dans le substrat, et ont tendance à croître rapidement. La lumière n'est pas nécessaire à la germination.
On le multiplie assez facilement par boutures, qui racinent dans l'eau ou directement dans le sol. La plante peut être maintenue dans une forme ovale, par pincement ou rabattage pendant l'été, sans quoi elle tendra à produire une tige dominante.

## Utilisations

### Utilisations culinaires
Hibiscus acetosella est surtout connue pour ses jeunes feuilles légèrement aigres ou agréablement acidulées, couramment utilisées comme légume, crues ou cuites. En Amérique du Sud, les feuilles sont utilisées dans les salades et les sautés, mais avec parcimonie en raison de leur acidité et du mucilage qu'elles contiennent. Ces feuilles contribuent également à la décoration de plats différents, car elles conservent leur couleur même après cuisson.
Les fleurs sont utilisées pour faire du thé ou d'autres boissons, auxquelles elles apportent plus de couleur que de goût. En Amérique centrale, les fleurs sont mélangées avec de la glace, du sucre, du citron ou du jus de lime et de l'eau pour confectionner une limonade violette,.
La racine est comestible mais cependant considérée comme fibreuse et de mauvais goût. Contrairement aux espèces semblables comme Hibiscus sabdariffa, les sépales du calice d'Hibiscus acetosella ne sont pas charnus et comestibles. 

### Utilisations médicinales
En Angola, on prépare les feuilles d'Hibiscus acetosella en infusion réputée comme tonique post-fièvre et pour traiter l'anémie.
La plante est également utilisée pour traiter les douleurs musculaires des enfants sous forme de bain d'eau froide où l'on mêle ses feuilles écrasés. La plante est censée contenir des polyphénols, un composé couramment utilisé pour traiter les maladies inflammatoires.

### Utilisations agronomiques
En biotechnologie, Hibiscus acetosella est souvent utilisée pour transférer les gènes de résistance aux nématodes à galles associés aux espèces d'Hibiscus. Dans le cycle cultural, il est souvent cultivé après les tomates, les pommes de terre et d'autres espèces sensibles aux nématodes.

## Galerie

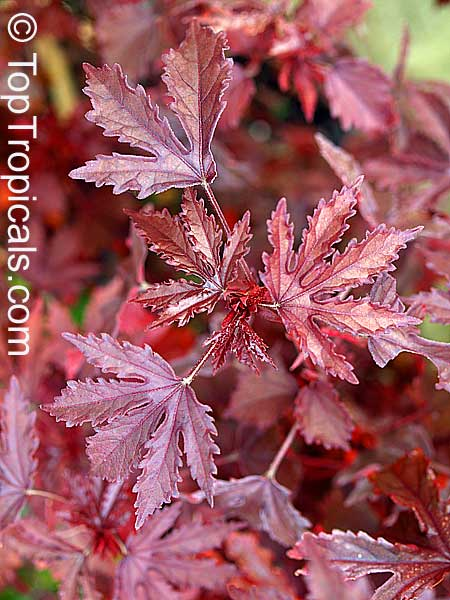
Feuilles d'Hibiscus acetosella.
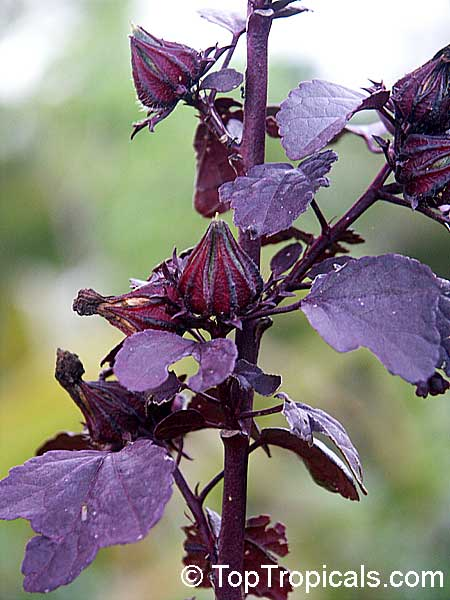
Rameau fertile d'Hibiscus acetosella.
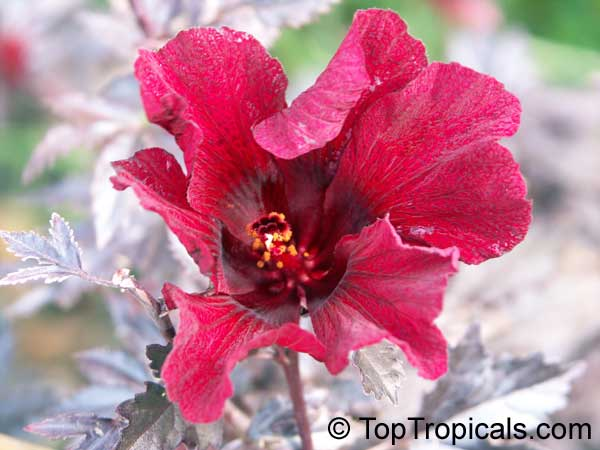
Jeune fleur d'Hibiscus acetosella.
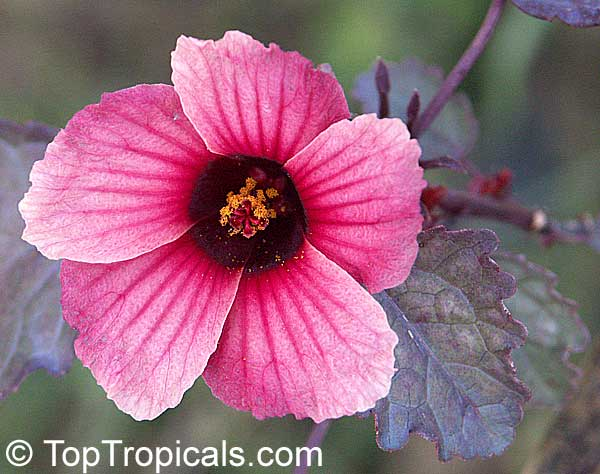
Hibiscus acetosella en pleine floraison.
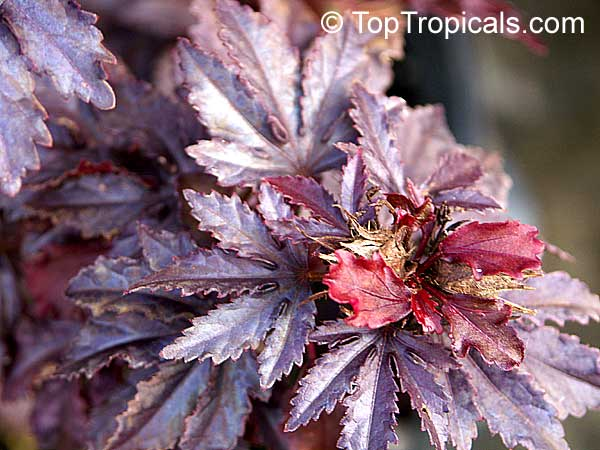
Détail d'Hibiscus acetosella.
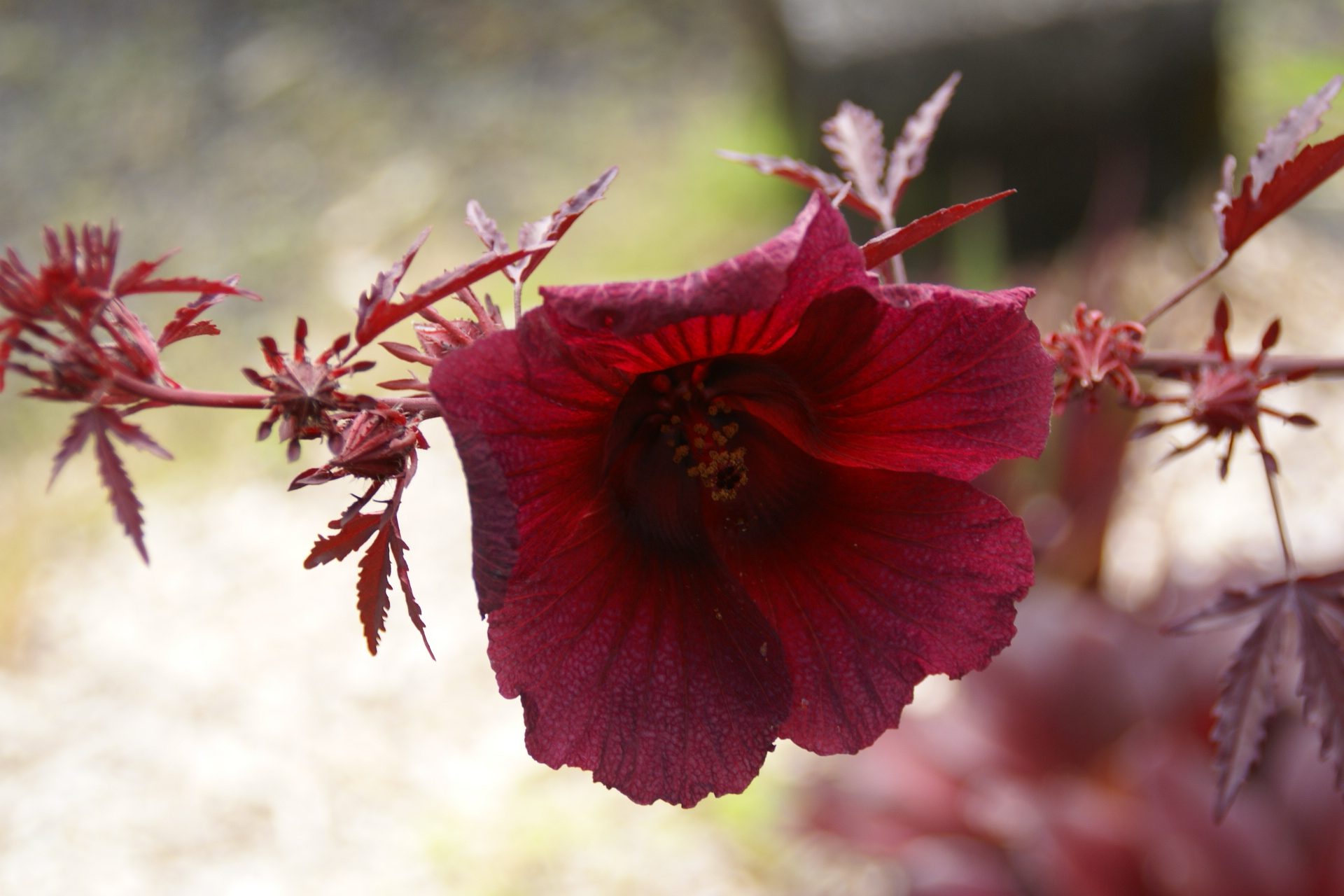
Hibiscus acetosella à Hilo, Hawaii.